# 5005-ös busz
Az 5005-ös jelzésű autóbuszvonal helyközi autóbuszjárat Szeged és Hódmezővásárhely között, melyet a Volánbusz Zrt. lát el.

## Közlekedése
A járat Szegedet és Hódmezővásárhelyt köti össze. Menetideje 35-45 perc. A járat a 47-es főúton közlekedve éri el Hódmezővásárhelyt, Népkert vasútállomásnál kanyarodik be a településre és az Ady Endre úton, Tóalj utcán, Kaszap utcán, Andrássy úton éri el az autóbusz-állomást. Egyes járatok tovább közlekednek a Vásártérig. A járatok többsége minden megállóhelyen megáll. Szegeden a Mars tér (Nagykörút) megállóhelyen csak a vasútállomásig közlekedő járatok állnak meg.

## Megállóhelyei
| 0  | Szeged, vasútállomás végállomás                    | 24 | 2 20, 21, 77, 90 5000, 5004, 5012, 5015, 5020, 5022, 5034, 5160, 5189, 5190 S20, személyvonat, Aranyhíd expresszvonat, Napfény InterCity, tram-train |
| 1  | Szeged, Szent Ferenc utca                          | 23 | 2 20, 21, 24, 74, 74Y, 77, 90 5004, 5160 |
| 2  | Szeged, Petőfi Sándor sugárút                      | 22 | 4 21, 77 5004, 5012, 5015, 5020, 5022, 5023, 5160, 5189, 5190 |
| ∫  | Szeged, Mars tér (Nagykörút)                       | 21 | 5, 6, 9, 19 21, 60, 60Y, 67, 67Y, 70, 71, 72, 72A, 73, 73Y, 74, 74Y, 77, 77A, 77Y, 79H 5001, 5012, 5015, 5019, 5022, 5023, 5025, 5034, 5189, 5190 |
| 3  | Szeged, autóbusz-állomás végállomás                | 20 | 5, 6, 9, 19 7F, 21, 60, 60Y, 64, 67, 67Y, 70, 71, 71A, 72, 72A, 73, 73Y, 74, 74A, 74Y, 75, 76, 76Y, 77, 77A, 77Y, 78, 78A, 79H 1374, 1375, 1441, 1486, 1503, 1504, 1506, 1507, 1510, 1512, 1513, 1515, 1516, 1517, 1518, 1652 4990, 5000, 5001, 5002, 5003, 5004, 5007, 5010, 5011, 5012, 5013, 5015, 5016, 5019, 5020, 5021, 5022, 5023, 5024, 5025, 5030, 5031, 5032, 5033, 5034, 5035, 5040, 5041, 5042, 5043, 5044, 5045, 5046, 5047, 5049, 5050, 5054, 5055, 5056, 5058, 5059, 5060, 5061, 5062, 5063, 5064, 5066, 5070, 5071, 5075, 5076, 5109, 5112, 5160, 5188, 5189, 5190, 5329, 5362, 5369 |
| 4  | Szeged, Brüsszeli körút                            | 19 | 10 3, 3F, 4 20, 24, 73, 73Y, 74, 74Y, 77, 77A, 77Y 1374, 1375, 1441, 1486, 1515, 1516 5003, 5004, 5007, 5010, 5011, 5012, 5013, 5017, 5018, 5019, 5021, 5160, 5187, 5188 |
| 5  | Szeged, Retek utca                                 | 18 | 3, 3F, 4 20, 21, 24, 77Y 5003, 5004, 5010, 5012, 5160 |
| 6  | Szeged, Budapesti körút                            | 17 | 3, 3F, 4 77, 77A, 77Y, 84, 90, 90F, 90H 1374, 1375, 1441, 1486, 1515, 1516 4990, 5003, 5004, 5007, 5010, 5011, 5012, 5013, 5017, 5018, 5019, 5021, 5160, 5187, 5188 |
| 7  | Szeged, Diadal utca                                | 16 | 5003, 5004, 5010, 5012, 5160 |
| 8  | Szeged, Baktói csatorna                            | 15 | 5003, 5004, 5010, 5160 |
| 9  | Szeged, Favilla vendéglő                           | 14 | 5003, 5004, 5010, 5012, 5013, 5160 |
| 10 | Szeged, kertészet                                  | 13 | 5003, 5004, 5010, 5160 |
| 11 | Algyő, fogadó                                      | 12 | 5003, 5004, 5010, 5160 |
| 12 | Algyő, MOL RT. központi bejáró                     | 11 | 5003, 5004, 5007, 5010, 5011, 5160 |
| 13 | Algyő, vasútállomás bejárati út                    | 10 | 1374, 1375, 1441, 1486, 1515, 1516 4990, 5003, 5004, 5007, 5010, 5011, 5160 tram-train |
| 14 | Vajhát, Tisza-hídfő                                | 9  | 5004, 5010, 5160 |
| 15 | Hódmezővásárhely, vajháti tehenészet               | 8  | 5004, 5010, 5160 |
| 16 | Hódmezővásárhely, Kopáncsi csárda                  | 7  | 5004, 5010, 5160 |
| 17 | Hódmezővásárhely, Kertész Mg. Kft.                 | 6  | 5004, 5010, 5160 |
| 18 | Hódmezővásárhely, Kökénydombi csárda               | 5  | 41 5004, 5010, 5160 |
| 19 | Hódmezővásárhely, Kishomok                         | 4  | 16, 41 1374, 1375, 1441, 1486, 1515 5004, 5010, 5160 |
| 20 | Hódmezővásárhely, Népkert vasútállomás bejárati út | 3  | 41, 44 1515 5004, 5010, 5160 személyvonat, tram-train |
| 21 | Hódmezővásárhely, Strandfürdő                      | 2  | 44 5004, 5010, 5160 tram-train |
| 22 | Hódmezővásárhely, Hősök tere                       | 1  | 1, 10, 12, 41, 42, 43 1374, 1375, 1441, 1486, 1515 4990, 5004, 5010, 5160 tram-train |
| 23 | Hódmezővásárhely, autóbusz-állomás végállomás      | 0  | 1, 4, 7, 9, 10, 13, 16, 42, 43, 44 1090, 1094, 1374, 1375, 1441, 1486, 1515 4833, 4990, 5004, 5010, 5105, 5150, 5160, 5165, 5167, 5169 tram-train |
| 24 | Hódmezővásárhely, Vásártér végállomás              | ∫  | 9, 14, 16, 45 1374, 1441, 1486 4990, 5160 |